# IRCAdmin

Mensagem recebida pelos IRC admins

IRCAdmin é a pessoa que tem acesso a todos os arquivos relacionados ao servidor de IRC.
O IRCAdmin libera privilégios ao IRCop, este tenta manter funcionando bem uma rede de IRC. 
O comando /ADMIN <servidor> retorna detalhes administrativos sobre o servidor indicado. Se nenhum for indicado, o servidor em que você está será o escolhido.